# Chaplin (film)
Chaplin – film biograficzny z 1992 roku w reżyserii Richarda Attenborough opowiadający o życiu Charliego Chaplina. W rolach głównych wystąpili Robert Downey Jr., Dan Aykroyd, Geraldine Chaplin, Kevin Kline i Anthony Hopkins. Scenariusz jest adaptacją autobiografii (My Autobiography) Charliego Chaplina i biografii (Chaplin: His Life and Art) Davida Robinsona.

## Obsada
| Aktor               | Rola                               |
| ------------------- | ---------------------------------- |
| Robert Downey Jr.   | Charles Spencer Chaplin            |
| Geraldine Chaplin   | Hannah Chaplin                     |
| Paul Rhys           | Sydney Chaplin                     |
| John Thaw           | Fred Karno                         |
| Moira Kelly         | Hetty Kelly / Oona O’Neill Chaplin |
| Anthony Hopkins     | George Hayden                      |
| Dan Aykroyd         | Mack Sennett                       |
| Marisa Tomei        | Mabel Normand                      |
| Penelope Ann Miller | Edna Purviance                     |
| Kevin Kline         | Douglas Fairbanks                  |
| Matthew Cottle      | Stan Laurel                        |
| Maria Pitillo       | Mary Pickford                      |
| Milla Jovovich      | Mildred Harris                     |
| Kevin Dunn          | J. Edgar Hoover                    |
| Deborah Moore       | Lita Grey                          |
| Diane Lane          | Paulette Goddard                   |
| Nancy Travis        | Joan Barry                         |
| James Woods         | Joseph Scott                       |
| David Duchovny      | Roland Totheroh                    |

## Nagrody
- BAFTA: Najlepszy aktor pierwszoplanowy – Robert Downey Jr.